# Plumeria rubra l x p subsessilis
Plumeria rubra l x p subsessilis là một loài thực vật có hoa trong họ La bố ma. Loài này được A. DC. miêu tả khoa học đầu tiên.

## Hình ảnh

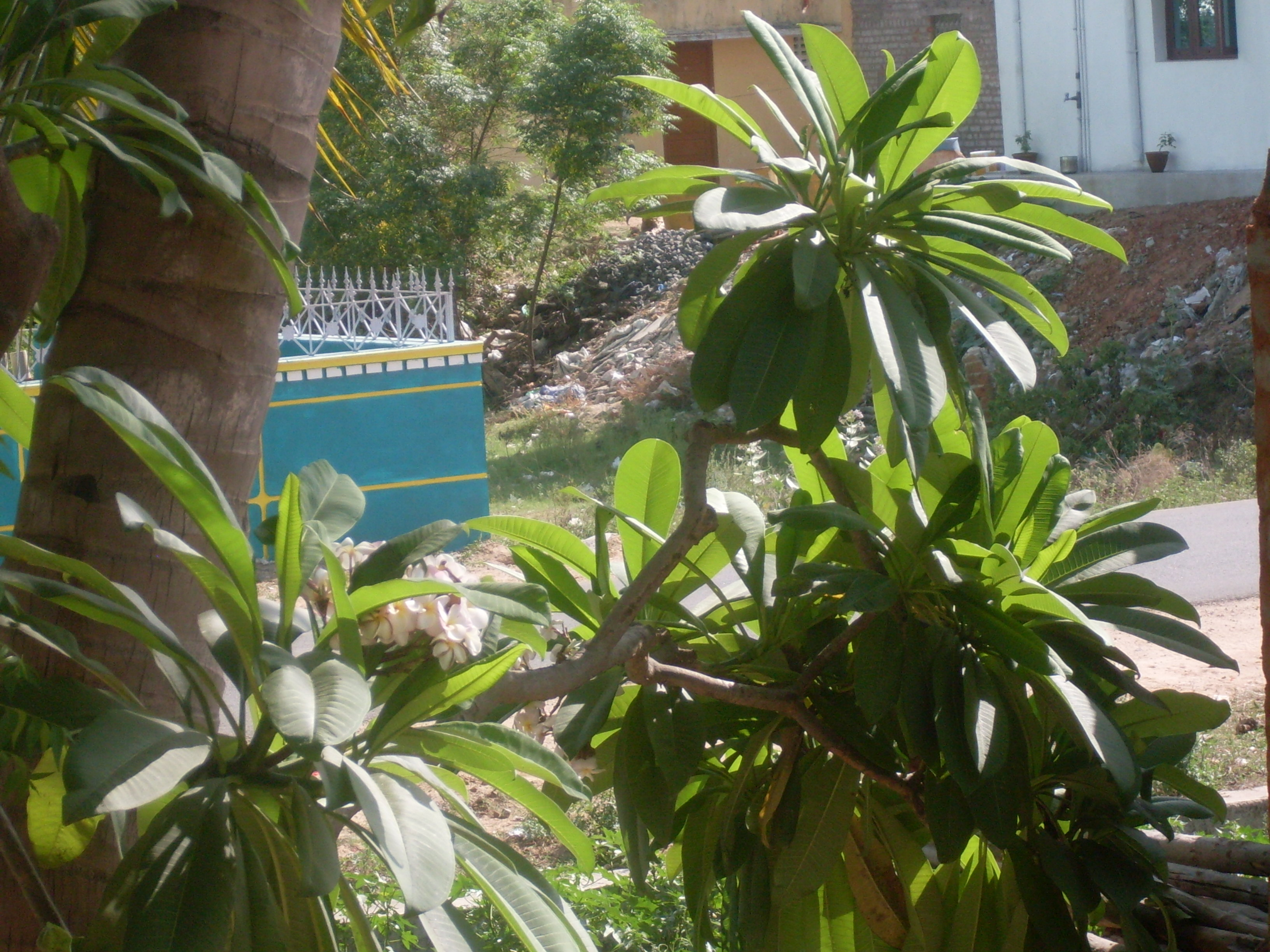
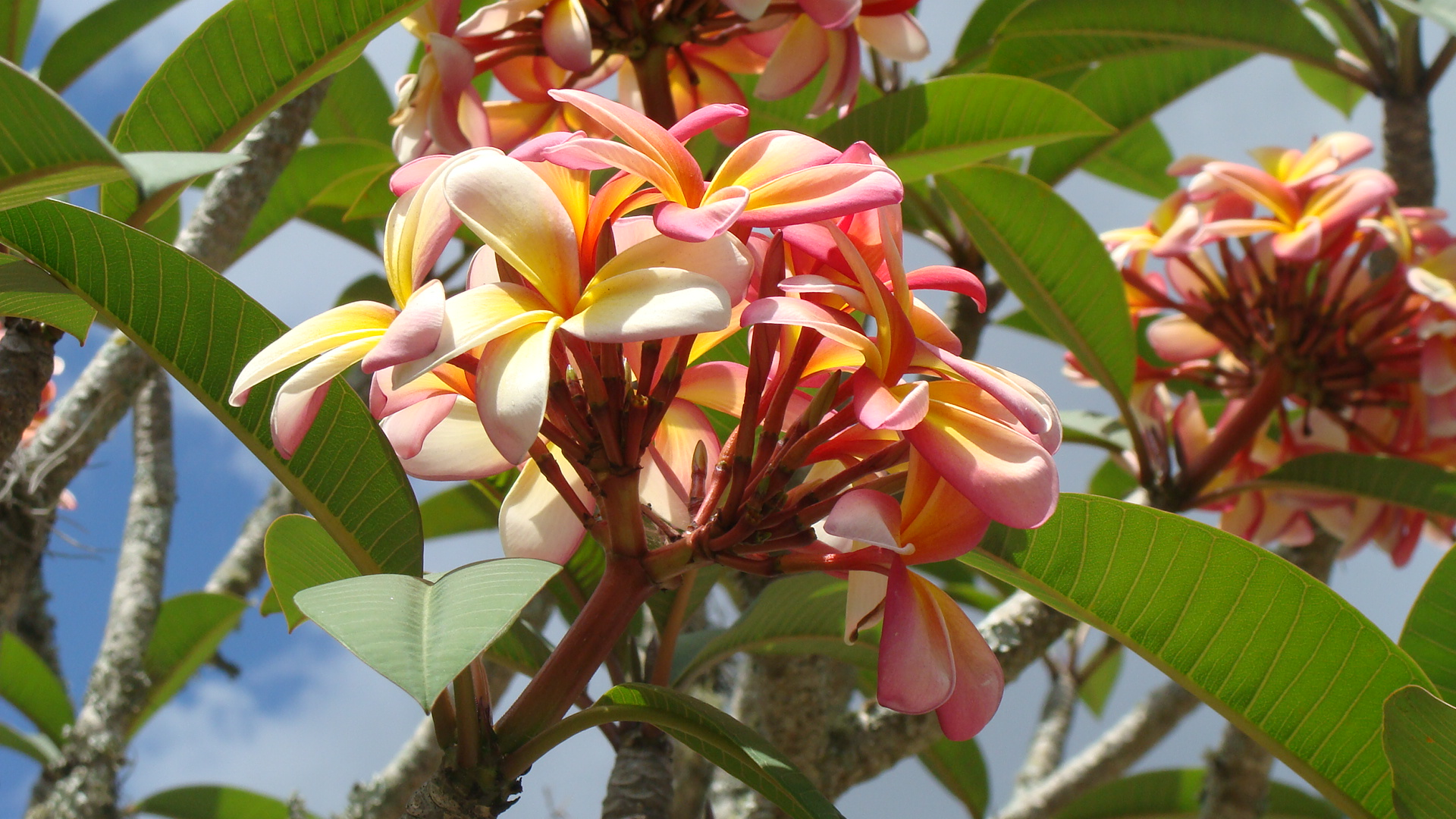
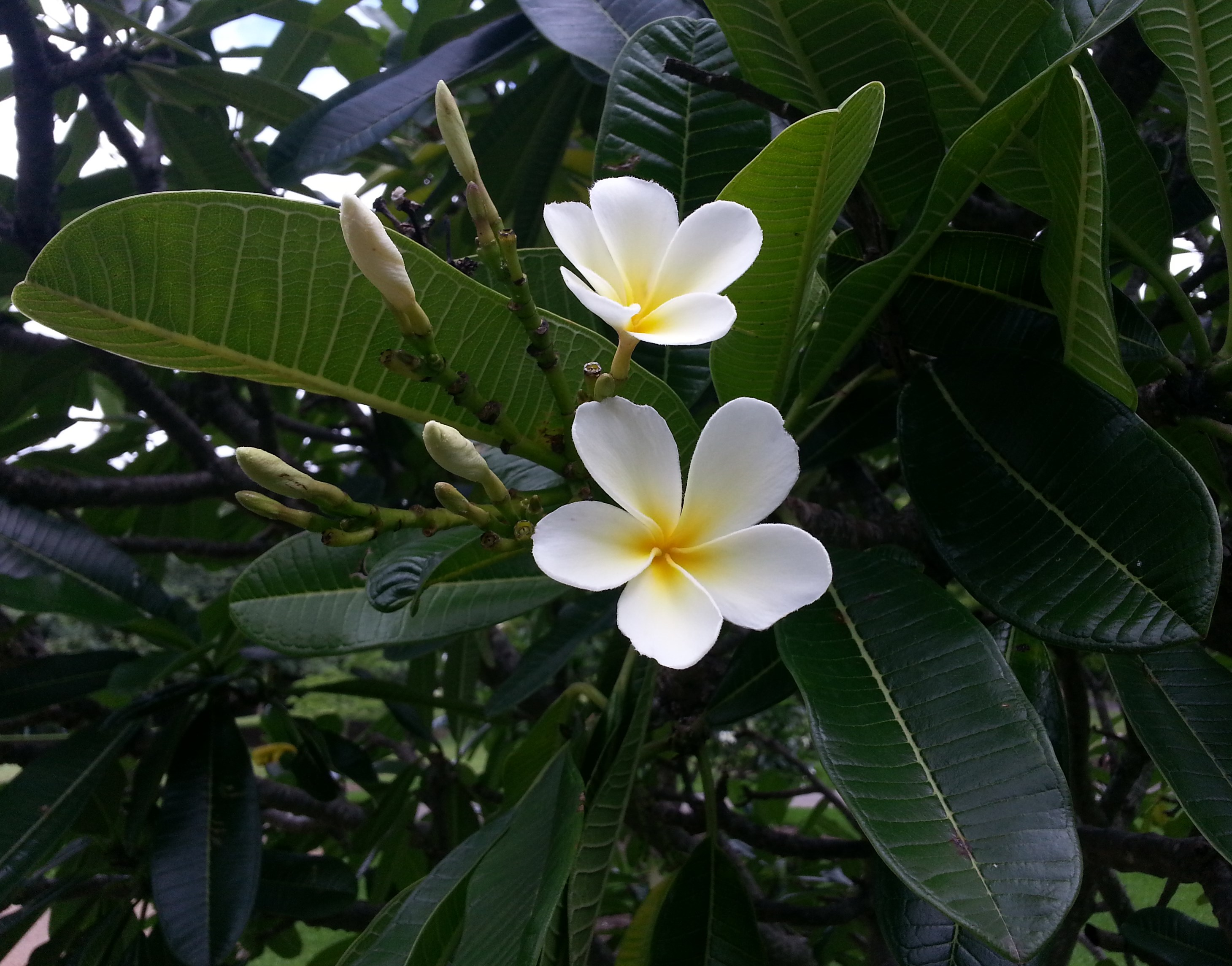